# 圖論傅立葉轉換

圖論傅立葉轉換（Graph Fourier Transform，GFT），是將離散傅立葉轉換延伸至處理圖訊號時的推廣型態。其轉換函數由其預設的圖決定，沒有既定的方程式表示法。
在形式上，變換兩端（時域和頻域）的資料維度皆為有限長。

## 常見定義
一個已編號的N點一般圖（有限不重邊無向圖）G，考慮它的拉普拉斯矩陣（Laplacian matrix）L：
{\displaystyle L=D-W}
其中D為此圖的度數矩陣，W為邻接矩陣。
因L為實對稱矩陣，L會有特徵分解：
{\displaystyle L=V\Lambda V^{-1}}
且其中{\displaystyle V}為正交基底矩陣，{\displaystyle \Lambda }為特徵值對角矩陣。
此時定義 {\displaystyle V^{-1}}即為在此圖上的圖論傅立葉轉換矩陣。
現有一圖訊號依相同編號表示為向量形式
{\displaystyle s=(s_{1},s_{2},...s_{N})^{T}}, 其中{\displaystyle s_{k}}表示編號為k的頂點上的訊號值
則它的圖論傅立葉轉換為
{\displaystyle {\hat {s}}=V^{-1}s}
其中{\displaystyle {\hat {s}}}的第k項之頻率值為{\displaystyle \Lambda _{k,k}}。
相反地，逆圖論傅立葉轉換即是將過程逆進行：
{\displaystyle s=V{\hat {s}}}

## 廣義定義
對於一個N點的圖{\displaystyle G}（可為有向，但通常有限、不重邊），圖論傅立葉轉換的其中一種定義過程為：
- 基本算子：圖位移（Graph Shift）：
  - 圖位移{\displaystyle S:\mathbb {C} ^{N}\rightarrow \mathbb {C} ^{N}}線性映射，可表為一N階方陣 。
  - 圖位移是一個抽象定義，並沒有特別指對G使用哪種特定方法構造出來的為圖位移。
  - 比較被使用的圖位移有：連接矩陣A、拉普拉斯矩陣L、正規化拉普拉斯矩陣LN。
- 圖論傅立葉轉換與頻域分解：
  - 考慮圖位移{\displaystyle A}的廣義特徵分解（Jordon decomposition）{\displaystyle S=VJV^{-1}}
  - 定義{\displaystyle V}為頻域基底矩陣，{\displaystyle V^{-1}}為圖論傅立葉轉換矩陣，也就是說對於圖信號{\displaystyle s}，{\displaystyle {\hat {s}}=V^{-1}s} 為其圖論傅立葉轉換。

## 廣義定義之範例
- N點離散傅立葉轉換（DFT）可由圖論傅立葉轉換的廣義定義，經由以下選擇得到：
  1. 圖{\displaystyle G}選定為N點的有向環。
  2. 圖位移{\displaystyle S}選定{\displaystyle G}的連接矩陣。

- N點的第二型離散餘弦轉換（DCT-II）可由圖論傅立葉轉換的廣義定義，經由以下選擇得到：
  1. 圖{\displaystyle G}選定為N點的無向道路。
  2. 圖位移{\displaystyle S}選定{\displaystyle G}的拉普拉斯矩陣。
- NxM點的二維DCT-II可由圖論傅立葉轉換的廣義定義，經由以下選擇得到：
  1. 圖{\displaystyle G}選定為NxM點的柵格。
  2. 圖位移{\displaystyle S}選定{\displaystyle G}的拉普拉斯矩陣。